# Santa Caterina Albanese
Santa Caterina Albanese – miejscowość i gmina we Włoszech, w regionie Kalabria, w prowincji Cosenza.
Według danych na rok 2004 gminę zamieszkuje 1156 osób, 68 os./km².